# Jet Lag: The Game
《Jet Lag: The Game》為一個旅游真人實境秀比賽節目，由Sam Denby、Adam Chase及Ben Doyle創作，於串流平臺Nebula及YouTube播放。每一季都是一場規則設計發想於桌遊的比賽，但場地是一個小至一座城市，大至全球的地理區域。截至2024年1月，Nebula播放時數超過一百萬小時，Youtube訂閲約五十七萬訂閲。

## 背景
該節目由Wendover Productions創辦人Sam Denby與該頻道編輯Adam Chase與Ben Doyle創作，而三位均作爲玩家參與所有比賽。 第一季於2022年5月首播。
於製作該節目前，Sam Denby等人亦曾製作《Crime Spree》，一個頗爲相似的節目。 據Sam Denby稱，极速前进美国版爲其提供製作靈感。
由於製作此節目的高成本需要透過Nebula的付費訂閱者來支撐，他們為本節目的主要受眾，同時為吸引觀衆付費訂閲，Nebula訂閲者可優先一週觀看節目。

## 比賽内容
除第七季外，每季的遊戲規則及比賽地點均有所變化。。例如，首季將美國各州變為四子棋棋盤。玩家要乘坐飛機前往美國各州首府完成任務，將其據爲己有。之後數季有著一百小時環遊世界、在整個西歐玩捉迷藏、駕車穿越紐西蘭等。在西歐及日本舉行的比賽中，玩家則主要以火車代步。玩家必須完成各種挑戰或關卡換取金幣，以繼續前行。 在多次比賽中均有令Ben Doyle醉酒的挑戰。
由第五季起不時插入《The Snack Zone》環節。Adam Chase與Ben Doyle會於該環節對不同的食物給予精準而幽默的評論（多數僅一句）。於第六季起，Sam Denby及該季嘉賓Scotty Allen亦開始插入《Choo Choo Chew》環節與《The Snack Zone》打對台。
在團隊比賽中，會邀請嘉賓與Sam Denby同隊，而Adam Chase與Ben Doyle則組成一隊。歷屆邀請的嘉賓包括Brian McManus（第一、四季）、Joseph Pisenti（第二季）、Scotty Allen（第六季）、Toby Hendy（第五、十季）及Michelle Khare（第八季）。

## 製作
根據Sam Denby，頻繁、可靠的公共交通為比賽選址一大條件。他不想於比賽中以私家車作為唯一代步工具。
為了處理部分季度中，玩家使用飛機作為交通工具所產生的碳排，Wendover公司透過Gold Standard進行碳抵銷，並希望以此消除觀眾對於節目產生額外碳排放的批評。
該節目以iPhone 13 Pro及Røde領夾式麥克風進行拍攝。Sam Denby認爲此安排有助其專注於節目内容而不用擔心攝影問題。
節目製作團隊亦有錄播Nebula訂閱者專享播客節目《The Layover》，分享比賽及幕後製作時的趣事。

## 評價
該節目曾獲提名第十三屆Streamy Awards剪輯界別獎。，於第七季播出後，Nebula累計播放時數超過一百萬小時。截至2024年1月，Youtube訂閲約五十七萬訂閲。

## 季度
截至2025年7月23日，此節目已播出十四季，加上一季小型節目。
| 季數 | 季名（英文）                                  | 集數   | 播出日期                        | 地點   | 嘉賓                                      |
| ---- | --------------------------------------------- | ------ | ------------------------------- | ------ | ----------------------------------------- |
| 1    | Connect Four Across America                   | 3      | 2022年5月25日 至 2022年6月9日   | 美國   | Brian McManus                             |
| 2    | Race to Circumnavigate the Globe in 100 Hours | 5      | 2022年6月29日 至 2022年8月3日   | 全球   | Joseph Pisenti                            |
| 3    | Tag EUR It                                    | 7      | 2022年9月7日 至 2022年10月19日  | 西歐   | 無                                        |
| 4    | Battle 4 America                              | 5      | 2022年12月7日 至 2023年1月11日  | 美國   | Brian Mcmanus                             |
| 5    | Race to the End of the World                  | 8      | 2023年3月1日 至 2023年4月19日   | 紐西蘭 | Toby Hendy                                |
| 6    | Capture the Flag Across Japan                 | 7      | 2023年5月31日 至 2023年7月12日  | 日本   | Scotty Allen                              |
| 7    | Tag EUR It 2                                  | 6      | 2023年9月6日 至 2023年10月11日  | 西歐   | 無                                        |
| 8    | Arctic Escape                                 | 6      | 2023年12月13日 至 2024年1月17日 | 北美   | Michelle Khare                            |
| 9    | Hide + Seek                                   | 5      | 2024年2月28日 至 2024年3月27日  | 瑞士   | 無                                        |
| 10   | AU$TRALIA                                     | 6      | 2024年5月15日 至 2024年6月19日  | 澳洲   | Toby Hendy                                |
| 11   | Tag EUR It 3                                  | 6      | 2024年8月21日 至 2024年9月25日  | 南歐   | 無                                        |
| 12   | Hide + Seek: Japan                            | 7      | 2024年12月4日 至 2025年1月22日  | 日本   | 無                                        |
| 13   | Schengen Showdown                             | 6      | 2025年3月12日 至 2025年4月16日  | 申根區 | Tom Scott                                 |
| 13.5 | Hide + Seek NYC                               | 2      | 2025年4月30日 至 2025年5月7日   | 紐約   | Amy Muller                                |
| 14   | SnaKe                                         | 6      | 2025年6月18日 至 2025年7月23日  | 南韓   | 無                                        |
| 15   | Tag EUR It All Stars                          | 未完結 | 未完結                          | 西歐   | Brian McManus、Toby Hendy、Michelle Khare |

## 外部連結
- 官方网站
- YouTube上的Jet Lag: The Game頻道
- 互联网电影数据库（IMDb）上《Jet Lag: The Game》的资料（英文）